# Bugenazaura
Bugenazaura (Bugenasaura) – roślinożerny dinozaur z rodziny hipsylofodonów (Hypsilophodontidae).
Żył w okresie późnej kredy (ok. 71-65 mln lat temu) na terenach Ameryki Północnej. Długość ciała ok. 3 m, wysokość ok. 1 m, masa ok. 120 kg. Jego szczątki znaleziono w USA (w stanach Dakota Południowa i Montana).

## Gatunki
Początkowo Bugenasaura infernalis nosił nazwę nadaną mu przez Williama J. Morrisa Thescelosaurus sp. W 1995 roku Peter Galton nadał mu inną nową nazwę Bugenasaura infernalis. William J. Morris nazwał też inny okaz dinozaura Thescelosaurus garbanii lecz Peter Galton uznał, że to nowy gatunek innego rodzaju i nazwał go Bugenasaura garbanii.
- Bugenasaura infernalis (Galton, 1995)
- Bugenasaura garbanii (Galton, 1995)